# Padri e figli
Padri e figli is een Italiaanse film van Mario Monicelli die werd uitgebracht in 1957.

## Verhaal
Rome, de jaren vijftig van de twintigste eeuw. De film brengt enkele vader-zoonrelaties ter sprake die losjes, soms zonder veel overgang, aan elkaar worden geregen. Vreugde en verdriet, onder de vorm van generatieconflicten, zwangerschappen, kinderloosheid, verliefdheden, studieproblemen en kattenkwaad doorkruisen elkaar en het leven van vijf families.
De adolescente Marcella Corallo heeft niet alleen verantwoording af te leggen aan haar toegeeflijke vader maar ook aan haar dominante en bemoeizieke oudere broer die thuis de plak zwaait sinds het overlijden van hun moeder. Tijd doorbrengen met haar vriendje Sandro Bacci interesseert haar veel meer dan haar studies. 
Vader Bacci, een chirurg, heeft niet alleen problemen met zijn jongste zoon Sandro die ook maar matig geboeid is door zijn studies, maar ook met zijn oudste zoon Vezio, een echte leegloper.
Guido is een twintiger wiens vrouw Giulia zwanger is. Hij is heel bang dat er iets zou fout lopen en doet daarom een beroep op de verpleegster Ines Santarelli. 
Ines Santarelli zelf heeft vijf kinderen en heeft haar handen meer dan vol met hen, zelfs als staat haar man, de zoo-opzichter Amerigo, haar zoveel mogelijk bij.
Ten slotte zijn er nog Cesare Marchetti en zijn vrouw Rita, de zus van Ines, die een kinderloos huwelijk hebben. Wanneer Ines haar ziek zoontje Alvaruccio aan het koppel toevertrouwt zorgt het jongetje spoedig voor wat meer vrolijkheid in huis.  

## Rolverdeling
| Acteur               | Personage                                                             |
| -------------------- | --------------------------------------------------------------------- |
| Vittorio De Sica     | Vincenzo Corallo, een kleermaker en weduwnaar                         |
| Marcello Mastroianni | Cesare Marchetti                                                      |
| Franco Interlenghi   | Guido Blasi                                                           |
| Antonella Lualdi     | Giulia Blasi, de vrouw van Guido                                      |
| Marisa Merlini       | Ines Santarelli, een verpleegster                                     |
| Lorella De Luca      | Marcella Corallo, de dochter van Vincenzo                             |
| Riccardo Garrone     | Carlo Corallo, de (oudere) zoon van Vincenzo                          |
| Fiorella Mari        | Rita Marchetti, de vrouw van Cesare                                   |
| Memmo Carotenuto     | Amerigo Santarelli, de man van Ines, een opzichter in de zoo          |
| Ruggero Marchi       | Vittorio Bacci, een chirurg                                           |
| Gabriele Antonini    | Sandro Bacci, de zoon van Vittorio, het vriendje van Marcella Corallo |
| Raffaele Pisu        | Vezio Bacci, de oudste zoon van Vittorio                              |